# پروژه آ-کو
پروژه آ-کو (انگلیسی: Project A-ko) فیلمی در ژانر علمی–تخیلی و دختر جادویی است که در سال ۱۹۸۶ منتشر شد.